# Existencias
Existencias, en economía, son los bienes poseídos por una empresa para su venta en el curso ordinario de la explotación, o bien para su transformación o incorporación al proceso productivo. Las existencias forman parte del activo corriente. El Plan General de Contabilidad, en España, reúne estos bienes en el grupo 3, Existencias. 
Una empresa, para llevar a cabo su actividad productiva o de prestación de servicios, necesariamente ha de contar con ciertos bienes, que son los elementos integrantes del inmovilizado técnico y de las existencias. Ambos se diferencian en que los primeros intervienen en el proceso productivo durante varios ejercicios, mientras que los segundos continuamente se renuevan, ya que se venden o se consumen para la realización de la producción.

## Clases de existencias
Se identifican las clases siguientes de existencias:
- Materias primas. Son aquellas que mediante la transformación o la elaboración se destinan a formar parte de los productos fabricados.
- Productos semielaborados. Son los productos elaborados por la empresa y normalmente no destinados a la venta hasta que no son objeto de otra    elaboración, incorporación o transformación posterior.
- Productos acabados. Son aquellos productos fabricados por la empresa y destinados al consumo final o a la utilización que de ellos pueden hacer otras empresas.
- Mercaderías o existencias comerciales. Son los materiales comprados por la empresa y destinados a la posterior venta o comercialización, sin transformación.
- Otros aprovisionamientos. Son los elementos incorporables como el combustible, recambios, embalaje, envases y material de oficina.
- Subproductos (de carácter secundario o accesorio respecto de la fabricación principal), residuos (obtenidos al mismo tiempo que los productos, pueden ser utilizados, vendidos o inservibles) y materiales recuperables (se reutilizan después de la producción).

## Tipos de existencias por función
- Existencias de seguridad
- Existencias de anticipación
- Existencias de ciclo
- Existencias especulativas
- Existencias de disociación